# Bruder-Klaus-Kapelle (Eichstätt)

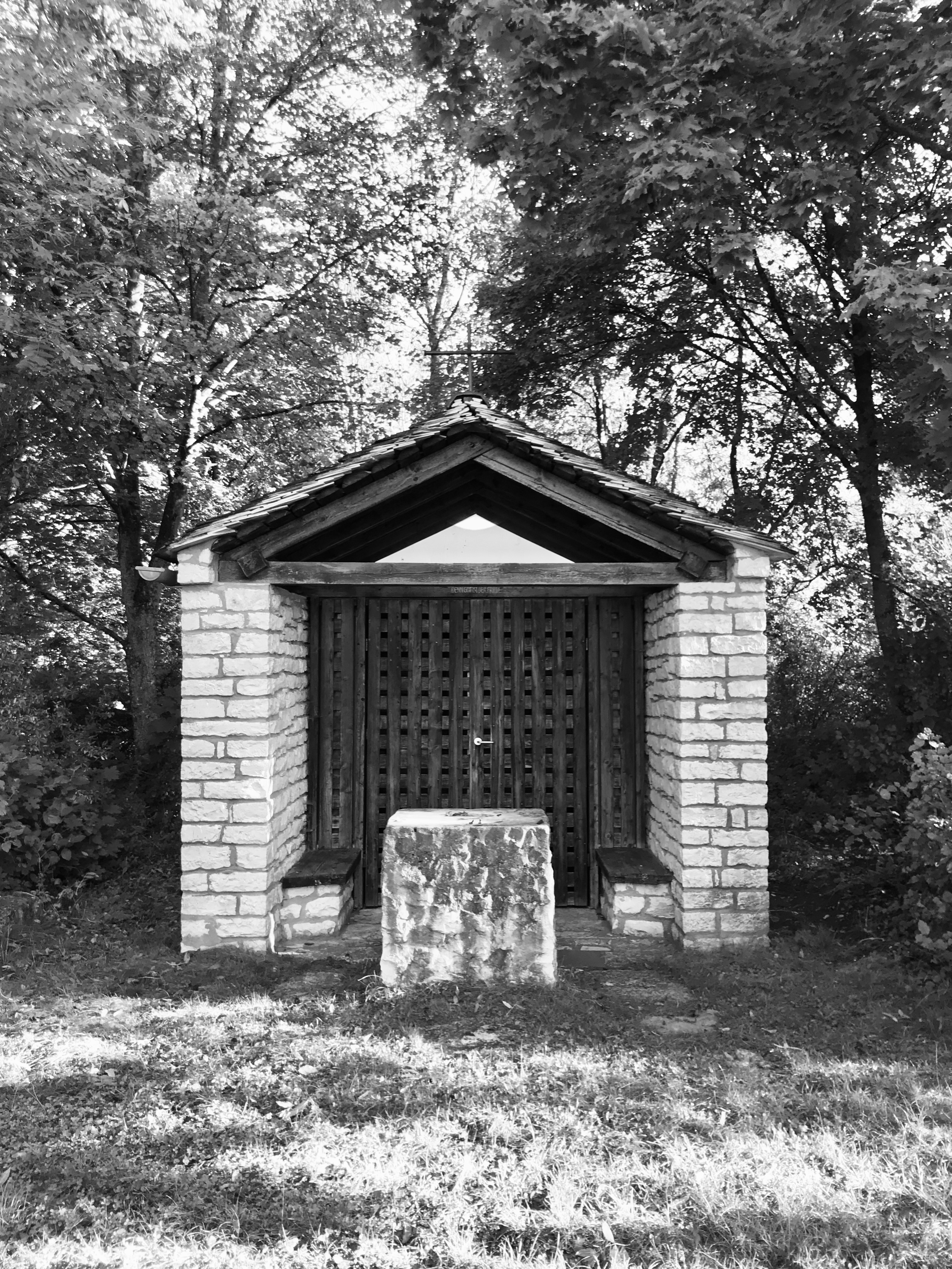
Hauptfassade

Die Bruder-Klaus-Kapelle in Eichstätt wurde 1979 nach Plänen von Georg Küttinger zusammen mit seinen Studenten der Technischen Universität München errichtet.

## Lage
Die Kapelle befindet sich an einem Wanderweg in Nähe des Schneebeerenwegs in Eichstätt.

## Geschichte

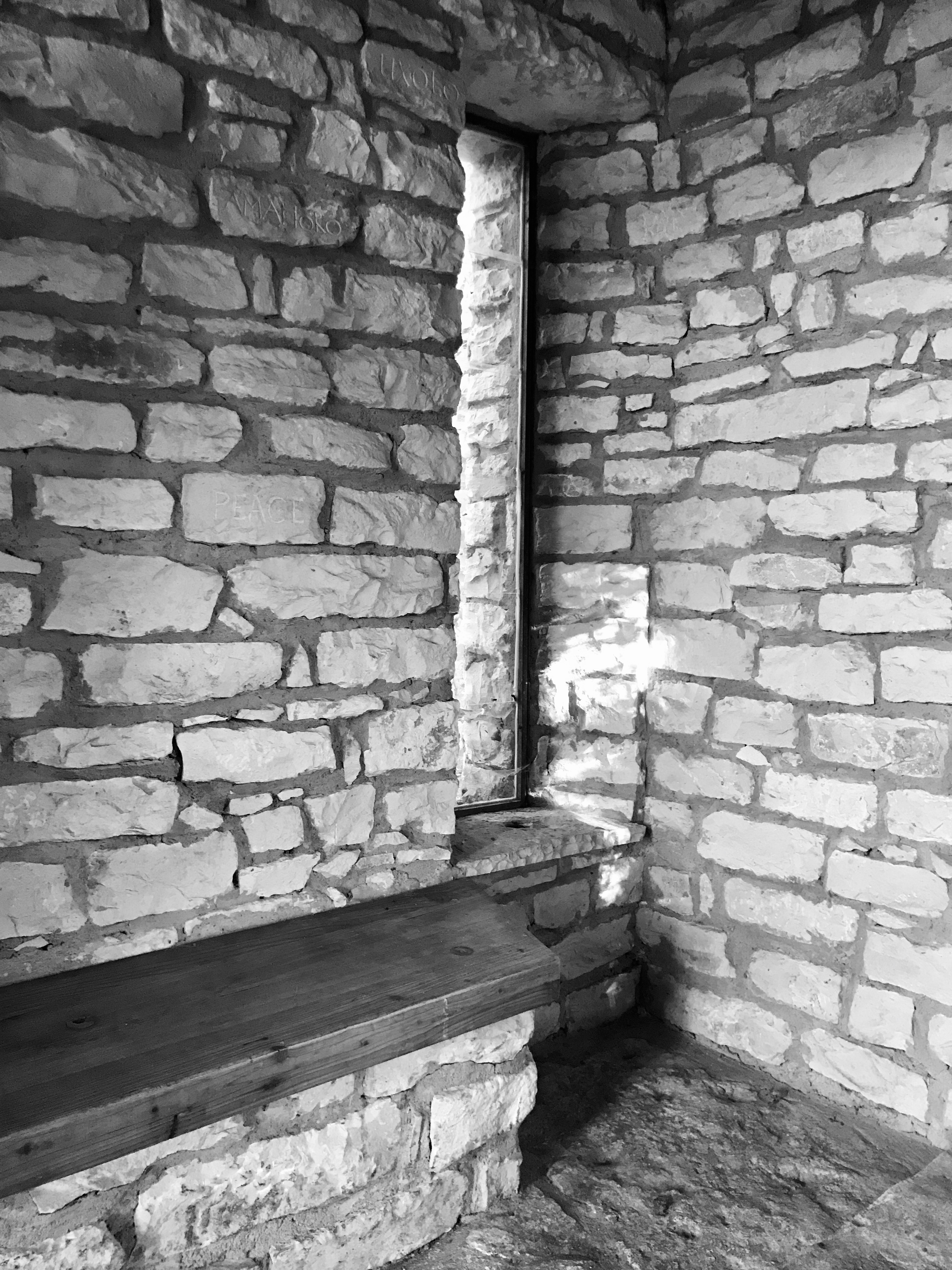
Innenraum

Der Bauherr, die Katholische Arbeiterbewegung, gab 1978 einen Gebets- und Meditationsraum in Auftrag. Im Sommersemester 1979 wurde die Kapelle in Zusammenarbeit von Georg Küttinger, der den Lehrstuhl für Hochbaukonstruktion und Baustoffkunde innehatte, und seinen Studenten der Technischen Universität geplant und realisiert.

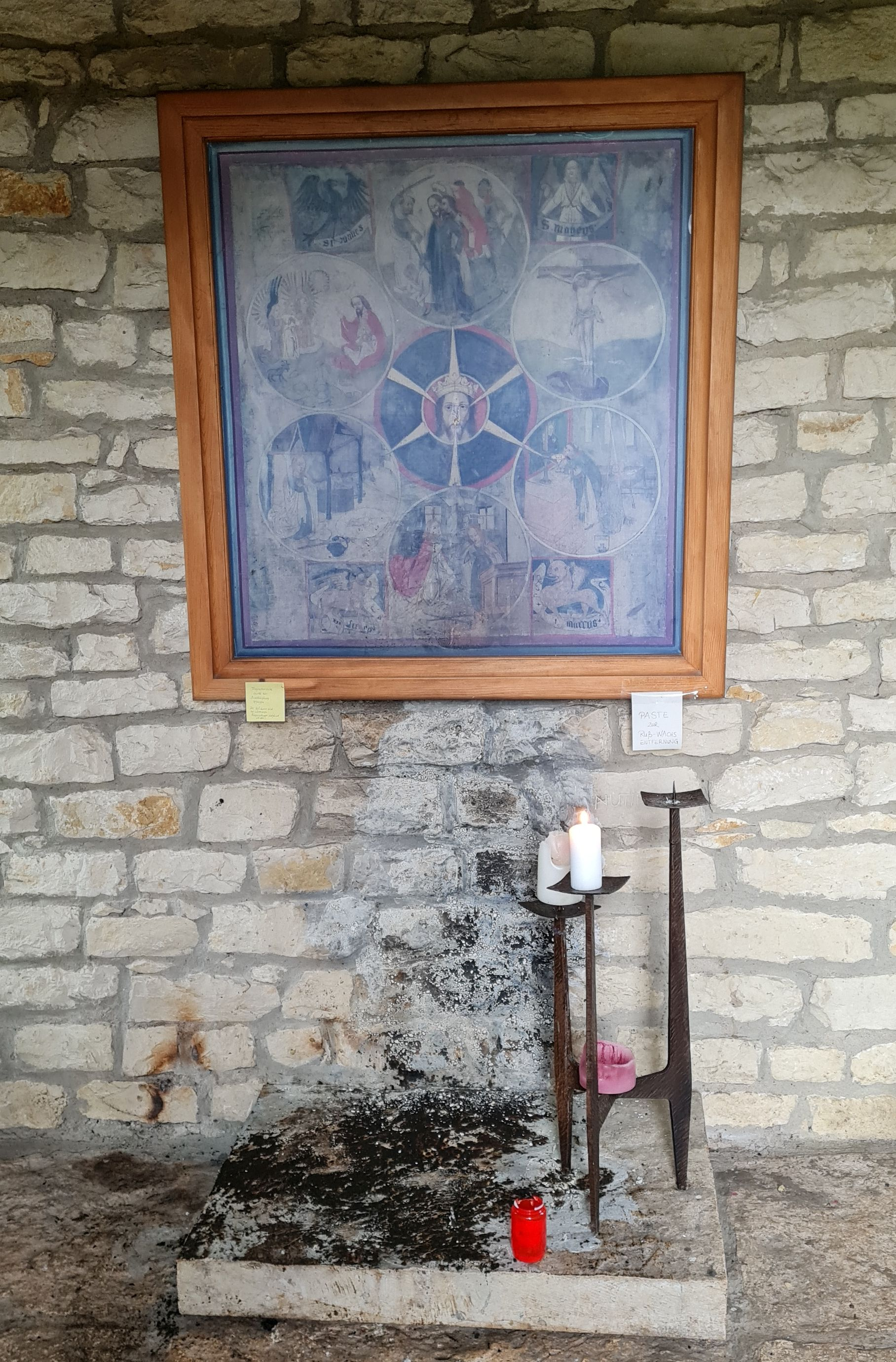
Altarbereich mit Brandschaden 2023

2020, 2022 und 2023 wurde die Kapelle wiederholt das Ziel von Vandalen. 2022 richteten die Täter einen Schaden von 1500 Euro an, indem sie Feuerwerkskörper abbrannten und Fensterscheiben einwarfen. Im Februar 2023 wurde das Jesuskind in der Kapelle angezündet.

## Architektur
Wände, Bänke und Boden bestehen aus Jurakalk. Die Bänke sind mit Holzplatten versehen. Der Dachstuhl ist aus Holz erstellt. Auch für die Dacheindeckung wurden Jurakalkplatten verwendet. Zwei schmale und hohe Fensterbänder im Norden geben dem Sakralraum sein natürliches Licht.